# Ráth Maoláin

Ráth Maoláin (signifiant « Ringfort de Maolán »; appelé Rathmullan en anglais) est un village du Comté de Donegal en Irlande. Il est connu pour être le point de départ des chefs gaéliques, Aodh Ó Néill, Ruairí Ó Domhnaill et Cúchonnacht Mag Uidhir, qui ont fui de l'Irlande en 1607 dans l'évènement appelé la Fuite des comtes.
Le village est situé près de Loch Súilí. Il a une plage et il est le point de départ occidental pour le traversier Loch Súilí, qui fait le voyage pendant les mois d'été entre Ráth Maoláin et Bun Cranncha sur la rive orientale du loch.

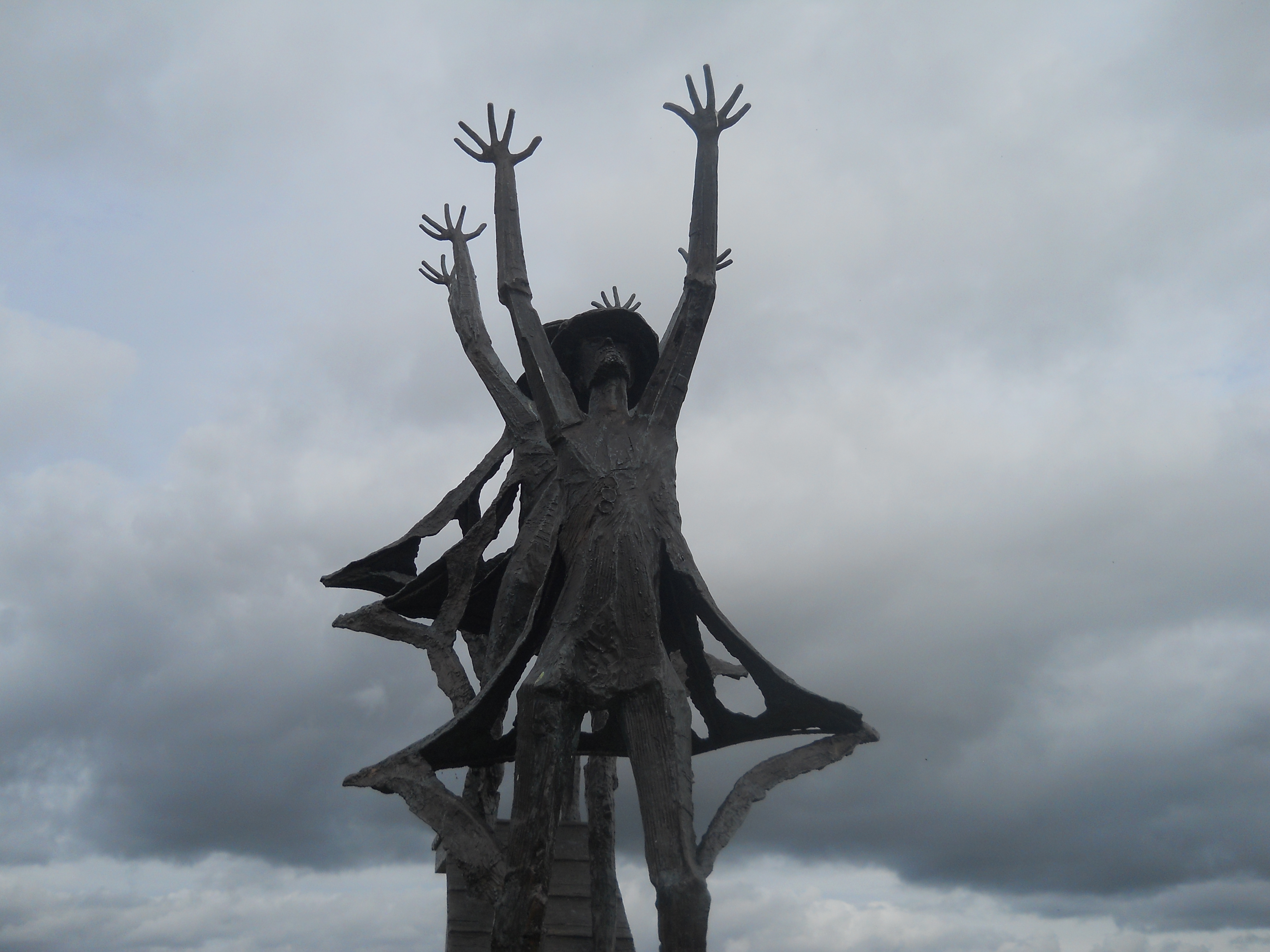
La sculpture à Ráth Maoláin qui marque la Fuite des comtes